# Турок-Гетеш, Василь
Василь Турок-Гетеш (словац. Vasiľ Turok-Heteš, русин. Василь Турок-Гетеш; 8 января 1940, Габура, округ Медзилаборце, Чехословакия — 7 ноября 2005, Прешов, Словакия) — словацкий драматург карпато-русинского происхождения, театральный режиссёр, педагог и активист карпаторусинского движения на Пряшевщине. До конца 1980-х гг. — активист украинского культурного движения в Словакии, позже — сторонник идеи об идентичности русинов как народа, отдельного от украинцев.

## Образование и работа
Василь Турок окончил среднюю школу в Братиславе и продолжил обучение в Университете Коменского, который окончил в 1963 году. В дальнейшем около 20 лет преподавал словацкий и русский языки, философию и эстетику в украинской гимназии в Прешове. Позже также преподавал на Православном богословском факультете в Прешове. С 1985 года начал работать как драматург в тогдашнем Украинском народном театре в Прешове, где с конца 1980-х гг. начал ставить в репертуар пьесы, написанные русинским диалектом.

## Активист «Русинского возрождения»
После антикоммунистической революции 1989 года стал одним из инициаторов движения за признание русинов этнической группой, отдельной от украинцев. Был первым председателем первой русинской общественной организации в Словакии, которая возникла после революции — «Русиньска оброда» (Русинское возрождение) — в 1990—1994 гг., и позже в 1996—1999 гг. По его инициативе «Украинский народный театр» сменил не только название на «Театр Александра Духновича», но и языковую ориентацию — на русинский диалект вместо украинского языка для большинства постановок. Также, его усилиями, начала печататься первая после революции русинская газета в Словакии под названием «Народны Новинкы», которая выходит по сей день. Требовал создания отдельных русинских программ на государственном телевидении и радио Словакии. Внес вклад в основание отдельного русинского отделения в Пряшевском университете в Прешове, которое позже было преобразовано в Институт русинского языка и культуры Пряшевского университета, который возглавила Анна Плишкова.
Как основатель и первый председатель Всемирного конгресса русинов настаивал на том, чтобы русины Словакии сотрудничали с организациями других этнических меньшинств Европы. Сам был заместителем исполкома организации «Мезон де Паи» с центром в Франции, которая представляет народы без собственного государства. В 2001 году стал лауреатом Премии Стивена Чепы за выдающийся вклад в русинскую культуру.
Первый Всемирный конгресс русинов был созван в Медзилаборцах 22-23 марта 1991 года г., его участниками были русины из пяти государств-регионов — Словакии, Польши, Сербии, Украины и Северной Америки. Конгресс, который длился 2 дня, вёл Александр Франко, а с вступительным докладом выступил Василь Турок-Гетеш.

## Театральный режиссёр
С начала 2000-х годов Василий Турок уже не работал как активист русинских организаций, но сосредоточился на работе в театре. Ещё в 1980-е годы, когда театр назывался «Украинский народный театр», он начал вносить инновации в репертуар, который до этого был консервативным. Благодаря его деятельности в театр приходили режиссёры со всей Словакии, а современный Театр Александра Духновича получил известность в стране и за рубежом, был отмечен на театральных фестивалях, о его премьеры писала словацкая пресса. Среди режиссёров, которых Турок привлек к работе в театре, можно вспомнить Благая Углара или Милоша Караско. В театре ставили как пьесы местных авторов, так и мировую классик, в переводе на русинский язык. Среди современного репертуара театра есть и украинские пьесы.